# La Différence (album de Mama Béa)
Pour les articles homonymes, voir La Différence.
Albums de Mama Béa
Extraits de la bande originale du film Édith et Marcel
(1983) Violemment la tendresse
(1988)
La Différence est le dixième album de Mama Béa, paru en 1986.

## Historique
Cet album, a été  enregistré au studio Caroline et mixé au studio Marcadet en 1986.
Mama Béa a écrit les textes de 7 des 9 titres, Barcelone la nuit et By and By étant écrits par Véronique Feller. Les musiques sont composées par Mama Béa, Robert Baccherini et Michel Augier.
Le chanteur Little Bob accompagne Mama Béa sur By and by et Barcelone la nuit

## Liste des chansons
| 1. | Les Seigneurs de la nuit | Béa Tekielski | Robert Baccherini | Michel Augier/Robert Baccherini | 3:42 |
| 2. | La Diva des bas-fonds    | Béa Tekielski | Béa Tekielski     | Michel Augier/Robert Baccherini | 3:32 |
| 3. | Cinémas                  | Béa Tekielski | Robert Baccherini | Gilles Tinayre/Michel Augier    | 3:25 |
| 4. | La Différence            | Béa Tekielski | Béa Tekielski     | Gilles Tinayre                  | 2:41 |

| 1. | Aime moi          | Béa Tekielski    | Béa Tekielski/Robert Baccherini | Michel Augier/Robert Baccherini/Gilles Tinayre | 3:39 |
| 2. | Barcelone la nuit | Véronique Feller | Michel Augier                   | M. Augier/R. Baccherini                        | 3:13 |
| 3. | De l'autre côté   | Béa Tekielski    | Béa Tekielski/Robert Baccherini | Michel Augier/Gilles Tinayre/Robert Baccherini | 4:55 |
| 4. | By and By         | Véronique Feller | Béa Tekielski/Robert Baccherini | Robert Baccherini                              | 3:27 |
| 5. | Carbone           | Béa Tekielski    | Béa Tekielski                   |                                                | 0:40 |

## Personnel

### Musiciens
- Béa Tekielski : chant, guitare
- Gilles Tinayre : Emulator II, claviers, programmation
- Robert Baccherini : guitare, claviers, programmation
- Michel Augier: guitare, claviers
- Philippe Chauveau: batteries digitales
- Little Bob: voix sur By and by et Barcelone la nuit

### Autres
- Stéphane Sahakian : enregistrement
- Stéphane Tassy : assistant enregistrement
- Stéphane Sahakian/Gilles Tinayre : mixage
- Franck Segarra : assistant mixage
- Gilles Tinayre/Robert Baccherini/Michel Augier : réalisation
- Docteur Faust : pochette
- Babeth Debout : assistante production